# Wie de waarheid zegt moet dood
Wie de waarheid zegt moet dood is een Nederlandse televisiefilm van regisseur Philo Bregstein. De film werd geproduceerd door de VARA en kwam uit in 1981. Het is een filmportret van de Italiaanse cineast, schrijver en dichter Pier Paolo Pasolini.

## Inhoud
De film begint met een scène waarin Pasolini in 1970 voor de VPRO geïnterviewd wordt. Direct daarop volgt het nieuws over de moord op hem in 1975 bij het strand van Ostia, een buitenwijk van Rome aan zee. We zien Pasolini daarna niet meer in de film, maar wel fragmenten uit zijn films, en we horen ook zijn poëzie, gelezen door de actrice Laura Betti. Bregstein interviewt naaste vrienden van Pasolini, zoals de genoemde Betti, de schrijver Alberto Moravia, de cineast Bernardo Bertolucci en de Italiaanse journaliste Martia Antonietta Macchiocchi. Deze laatste organiseerde in 1978 een grote manifestatie over Pasolini op de universiteit van Vincennes in Parijs. 
Centraal in de film staat vraag of de officiële versie van de moord op Pasolini al of niet klopt: hij zou op het strand van Ostia uit zelfverdediging zijn gedood door een jonge mannelijke prostitué, Pino Pelosi. 
De film probeert aannemelijk te maken dat het het maffioze, gewelddadige karakter van Italië in de jaren zeventig de achtergrond vormde om opdracht te geven Pasolini als 'gevaarlijke lastpak' te vermoorden. Daarbij zal hebben meegespeeld dat Pasolini in 1975 net zijn zeer provocatieve film Salo, of de 120 dagen van Sodom had voltooid, die kort na zijn dood zijn wereldpremière in Parijs kreeg. Daarin geeft hij een portret van de fascistische Republiek van Salo, die in 1943 in Noord-Italië onder naziprotectie werd opgericht nadat Italië was gecapituleerd. Pasolini geeft daarvan een presentatie die op de Marquis de Sade is geïnspireerd, met in gruwelijke details georganiseerde sadistische rituelen. Een reeks naakte jongens en meisjes worden in een luxe villa door wellustige oudere heren, onder wie een rechter en een kardinaal, doodgemarteld.

## Waarheid of niet?
De vraag die in de film aan de orde komt, is lange tijd een thema van publiek debat geweest in Italië. Zo heeft Laura Betti jarenlang tegen de officiële versie van de moord geprotesteerd en daarover publieke debatten georganiseerd. Ook verscheen het boek: Pasolini, Persecuzione, Execuzione. Zij beschuldigt de Italiaanse justitie ervan dat er nooit een serieus justitieel onderzoek naar de moord is gedaan, en dat men de zaak heeft afgedaan met de dooddoener "homoseksualiteit leidt tot misdaad." Ook Bertolucci, Moravia en Machiocchi zijn ervan overtuigd dat Pasolini's moord georganiseerd was, en direct samenhangt met zijn provocerende politieke stellingnames. Deze zijn de laatste jaren voor zijn dood via wekelijkse artikelen in kranten als de Corriere della Sera gepubliceerd, later verschenen in onder andere de essaybundel Scritti Corsari.
Pino Pelosi zat negen jaar gevangenisstraf uit en verklaarde in 2005 op de Italiaanse televisie dat hij de moordenaar niet was. Hij vertelt in details hoe een groep maffioze figuren Pasolini in zijn aanwezigheid vermoordden en Pelosi daarna dwongen de schuld op zich te nemen. Hij had al die jaren gezwegen omdat men gedreigd had met represailles op zijn familie. Nu zijn de moordenaars dood, en ook zijn ouders, dus hij durft eindelijk de waarheid te vertellen. Het gerechtelijk onderzoek is sindsdien heropend, maar lijkt in het huidige Italië weinig kans te maken. Wel zijn de laatste jaren in Italië een reeks boeken van belangrijke auteurs gepubliceerd en zijn er verschillende films gemaakt, die de hypothese van een georganiseerde moord steunen.

## Prijzen
De Engelse versie van de film, 'Whoever says the truth shall die ' is in DVD distributie bij Facets Multimedia, Chicago, USA. De film kreeg een Silver Medal op het New York TV en Film Festival in 1981, werd in 1985 vertoond op het Internationales Forum des jungen Films in Berlijn, en kreeg de 'Lady of the Umbrella' voor de beste documentaire op het Internationale Film Festival van Barcelona in 1985.